# Lista de membros correspondentes da Academia Brasileira de Ciências empossados em 2001
Esta lista contém os nomes dos membros correspondentes da Academia Brasileira de Ciências empossados em 2001. 
| Imagem | Nome                        | Datas de nascimento e falecimento | Local de nascimento              | Área de especialização | Alma mater                              | Data de posse      | Conhecido por | Referências |
| ------ | --------------------------- | --------------------------------- | -------------------------------- | ---------------------- | --------------------------------------- | ------------------ | ------------- | ----------- |
|        | Andrew John George Simpson  | 05 de setembro de 1954            | Newcastle-under-Lyme, Inglaterra | Ciências Biológicas    | Universidade de Birmingham, Reino Unido | 28 de maio de 2001 |               | [ 2 ]       |
|        | Armando Jose Antonio Parodi | 16 de março de 1942               | Argentina                        | Ciências Biológicas    |                                         | 28 de maio de 2001 |               | [ 3 ]       |